# Списък на концертните турнета на „Скорпиънс“
От създаването си през 1965 г. германската рок група „Скорпиънс“ има направени 4 европейски и 21 световни концертни турнета на общо 6 континента с над 2600 концерта в 81 държави и територии, включително седем концерта в България. В годините между 1965 г. – 1971 г. тя има единични концертни участия като непрофесионална група, но първото ѝ официално концертно турне е Lonesome Crow Tour, на което групата свири само в Германия от началото на 1972 г. до средата на 1974 г. с общо 64 концерта. Въпреки това, съществуват данни в различни медии за двойно повече участия. На следващите три турнета Fly to the Rainbow Tour (1974 г. – 1975 г.), In Trance Tour (1975 г. – 1976 г.) и Virgin Killer Tour (1976 г. – 1977 г.), групата вече пътува и прави концерти и в други европейски страни, включително и Англия. Taken by Force Tour (1977 г. – 1978 г.) дава началото на междуконтиненталните участия на „Скорпиънс“ с пет концерта в Япония.
След промените в състава в периода 1978 г. – 1979 г., раздялата с „Ар Си Ей Рекърдс“, оказаното влияние върху групата от страна на продуцента Дитер Диркс и подписването с „Мъркюри Рекърдс“, на 28 юли 1979 г. „Скорпиънс“ за първи път изнася концерт в Съединените американски щати, част от турнето Lovedrive Tour (1979). През следващото десетилетие, концертните ѝ турнета се разширяват и обхващат, както Северна, така и Южна Америка, Европа и Азия, като най-успешното сред тях е Love at First Sting Tour (1984 г. – 1986 г.) с почти 200 концерта. Savage Amusement Tour (1988 г. – 1989 г.) ѝ позволява за първи път да изнесе концерти в Съветския съюз. В началото на 90-те години на 20-и век Crazy World Tour (1990 г. – 1991 г.) става най-голямото турне на групата до този момент, а с него „Скорпиънс“ започва да свири и в страните от бившия Източен блок.
На Face the Heat Tour (1993 г. – 1994 г.) музикантите изпълняват за първи път концерт в България, но турнето дава началото на отдръпването на публиката им през 90-те поради различни фактори, включително и новите музикални тенденции. Следващите шест турнета са значително ограничени като брой концерти, но преминават през страни и региони, в които групата до този момент не свири. Unbreakable Tour (2004 г. – 2006 г.) е едно от най-успешните ѝ турнета и връща „Скорпиънс“ трайно към мащабните концертни изяви на големи стадиони. Get Your Sting and Blackout World Tour (2010 г. – 2014 г.) е огромно световно концертно турне с 260 концерта на пет континента, включително и Африка. На 50th Anniversary World Tour (2015 г. – 2016 г.) музикантите за първи път свирят и в Австралия. Rock Believer World Tour (2022 г. – 2023 г.) е турне с близо 100 участия на четири континента. През 2024 г. групата организира Love At First Sting Tour 2024, което ознаменува 40-ата годишнина от издаването на един от най-успешните ѝ студийни албуми Love at First Sting (1984).

## Хронология на концертните турнета
| №   | Турне                                  | Дати                                       | Представян албум    | Континент                                              | Борй концерти | Изт.   |
| --- | -------------------------------------- | ------------------------------------------ | ------------------- | ------------------------------------------------------ | ------------- | ------ |
| 1.  | Lonesome Crow Tour                     | 26 март 1972 г. – 30 юни 1974 г.           | Lonesome Crow       | Европа                                                 | 64            | [ 16 ] |
| 2.  | Fly to the Rainbow Tour                | 17 август 1974 г. – 30 август 1975 г.      | Fly to the Rainbow  | Европа                                                 | 94            | [ 18 ] |
| 3.  | In Trance Tour                         | 6 септември 1975 г. – 26 септември 1976 г. | In Trance           | Европа                                                 | 137           | [ 19 ] |
| 4.  | Virgin Killer Tour                     | 2 октомври 1976 г. – 5 май 1977 г.         | Virgin Killer       | Европа                                                 | 69            | [ 20 ] |
| 5.  | Taken by Force Tour                    | 4 декември 1977 г. – 26 декември 1978 г.   | Taken by Force      | Европа, Азия                                           | 37            | [ 21 ] |
| 6.  | Lovedrive Tour                         | 17 февруари 1979 г. – 7 декември 1979 г.   | Lovedrive           | Европа, Азия, Северна Америка                          | 89            | [ 23 ] |
| 7.  | Animal Magnetism Tour                  | 6 март 1980 г. – 28 октомври 1980 г.       | Animal Magnetism    | Азия, Европа, Северна Америка                          | 119           | [ 24 ] |
| 8.  | Blackout Tour                          | 1 март 1982 г. – 17 декември 1983 г.       | Blackout            | Европа, Северна Америка, Азия                          | 149           | [ 25 ] |
| 9.  | Love at First Sting Tour               | 23 януари 1984 г. – 5 септември 1986 г.    | Love at First Sting | Европа, Северна Америка, Азия, Южна Америка            | 181           | [ 26 ] |
| 10. | Savage Amusement Tour                  | 17 април 1988 г. – 13 август 1989 г.       | Savage Amusement    | Европа, Северна Америка                                | 141           | [ 27 ] |
| 11. | Crazy World Tour                       | 23 ноември 1990 г. – 7 декември 1991 г.    | Crazy World         | Европа, Северна Америка, Азия                          | 183           | [ 28 ] |
| 12. | Face the Heat Tour                     | 14 септември 1993 г. – 20 юли 1994 г.      | Face the Heat       | Европа, Азия, Северна Америка, Южна Америка            | 98            | [ 29 ] |
| 13. | Pure Instinct Tour                     | 1 май 1996 г. – 1 юли 1998 г.              | Pure Instinct       | Азия, Северна Америка, Европа, Южна Америка            | 116           | [ 40 ] |
| 14. | Eye to Eye Tour                        | 27 април 1999 г. – 6 септември 1999 г.     | Eye II Eye          | Европа, Северна Америка                                | 84            | [ 41 ] |
| 15. | Moment of Glory Tour                   | 11 юни 2000 г. – 30 септември 2000 г.      | Moment of Glory     | Европа, Северна Америка                                | 11            | [ 42 ] |
| 16. | Acoustica Tour                         | 4 февруари 2001 г. – 19 септември 2001 г.  | Acoustica           | Европа, Азия                                           | 37            | [ 31 ] |
| 17. | Tour 2002                              | 7 март 2002 г. – 9 ноември 2002 г.         | –                   | Северна Америка, Европа                                | 75            | [ 32 ] |
| 18. | Tour 2003                              | 20 януари 2003 г. – 6 септември 2003 г.    | –                   | Северна Америка, Европа                                | 46            | [ 33 ] |
| 19. | Unbreakable Tour                       | 17 април 2004 г. – 9 септември 2006 г.     | Unbreakable         | Европа, Азия, Северна Америка, Южна Америка            | 136           | [ 35 ] |
| 20. | Humanity Tour                          | 2 март 2007 г. – 6 декември 2009 г.        | Humanity Hour I     | Европа, Азия, Южна Америка, Северна Америка            | 160           | [ 43 ] |
| 21. | Get Your Sting and Blackout World Tour | 15 март 2010 г. – 29 ноември 2014 г.       | Sting in the Tail   | Европа, Северна Америка, Южна Америка, Азия, Африка    | 260           | [ 36 ] |
| 22. | 50th Anniversary World Tour            | 1 май 2015 г. – 2 декември 2016 г.         | Return to Forever   | Азия, Европа, Северна Америка, Южна Америка, Австралия | 127           | [ 37 ] |
| 23. | Crazy World Tour 2017                  | 6 юни 2017 г. – 4 март 2020 г.             | –                   | Европа, Северна Америка, Азия, Австралия, Южна Америка | 133           | [ 14 ] |
| 24. | Rock Believer World Tour               | 26 март 2022 г. – 16 юли 2023 г.           | Rock Believer       | Северна Америка, Европа, Азия, Южна Америка            | 91            | [ 38 ] |
| 25. | Love At First Sting Tour 2024          | 11 април 2024 г. – 1 август 2024 г.        | –                   | Северна Америка, Азия, Европа                          | 35            | [ 44 ] |

## Цитати
1. TOP 50 Worldwide CONCERT TOURS (pdf) //  2010 Year End.   pollstarpro.com.  Архивиран от оригинала на 2011-01-24. Посетен на 2024-03-07. (на английски)
2. 1/1/2011 - 12/31/2011 (pdf) //  Top 100 WORLDWIDE TOURS.   pollstarpro.com.  Архивиран от оригинала на 2015-09-24. Посетен на 2024-03-07. (на английски)
3. 01/01/2012 - 12/31/2012 (pdf) //  TOP 100 Worldwide Tours.   pollstarpro.com.  Архивиран от оригинала на 2015-09-24. Посетен на 2024-03-07. (на английски)
4. TOP 100 Worldwide Tours 1-50 (pdf) //  2014 MID YEAR.   pollstarpro.com.  Архивиран от оригинала на 2014-07-21. Посетен на 2024-03-07. (на английски)
5. TOP 50 Worldwide CONCERT TOURS (pdf) //  2010 Year End.   pollstarpro.com.  Архивиран от оригинала на 2011-01-24. Посетен на 2024-03-07. (на английски)
6. 1/1/2011 - 12/31/2011 (pdf) //  Top 100 WORLDWIDE TOURS.   pollstarpro.com.  Архивиран от оригинала на 2015-09-24. Посетен на 2024-03-07. (на английски)
7. 01/01/2012 - 12/31/2012 (pdf) //  TOP 100 Worldwide Tours.   pollstarpro.com.  Архивиран от оригинала на 2015-09-24. Посетен на 2024-03-07. (на английски)
8. TOP 100 Worldwide Tours 1-50 (pdf) //  2014 MID YEAR.   pollstarpro.com.  Архивиран от оригинала на 2014-07-21. Посетен на 2024-03-07. (на английски)
9. ↑  TOP 50 Worldwide CONCERT TOURS (pdf) //  2010 Year End.   pollstarpro.com.  Архивиран от оригинала на 2011-01-24. Посетен на 2024-03-07. (на английски)
10. ↑  1/1/2011 - 12/31/2011 (pdf) //  Top 100 WORLDWIDE TOURS.   pollstarpro.com.  Архивиран от оригинала на 2015-09-24. Посетен на 2024-03-07. (на английски)
11. ↑  01/01/2012 - 12/31/2012 (pdf) //  TOP 100 Worldwide Tours.   pollstarpro.com.  Архивиран от оригинала на 2015-09-24. Посетен на 2024-03-07. (на английски)
12. ↑  TOP 100 Worldwide Tours 1-50 (pdf) //  2014 MID YEAR.   pollstarpro.com.  Архивиран от оригинала на 2014-07-21. Посетен на 2024-03-07. (на английски)
13. ↑  Schenker 2010, с. 142.
14. 1 2  Tour //  Live.   the-scorpions.com. Посетен на 2024-01-12. (на английски)
15. ↑  Years on tour //  Tour Statistics.   setlist.fm. Посетен на 2024-01-12. (на английски)
16. 1 2  Lonesome Crow Tour //  Live.   the-scorpions.com. Посетен на 2024-01-12. (на английски)
17. ↑  Blazek 2006, с. 8.
18. 1 2  Fly to the Rainbow Tour //  Live.   the-scorpions.com. Посетен на 2024-01-12. (на английски)
19. 1 2  In Trance Tour //  Live.   the-scorpions.com. Посетен на 2024-01-12. (на английски)
20. 1 2  Virgin Killer Tour //  Live.   the-scorpions.com. Посетен на 2024-01-12. (на английски)
21. 1 2  Taken By Force Tour //  Live.   the-scorpions.com. Посетен на 2024-01-12. (на английски)
22. ↑  Popoff 2016, с. 67 и 68.
23. 1 2  Lovedrive Tour //  Live.   the-scorpions.com. Посетен на 2024-01-12. (на английски)
24. 1 2  Animal Magnetism Tour //  Live.   the-scorpions.com. Посетен на 2024-01-12. (на английски)
25. 1 2  Blackout Tour //  Live.   the-scorpions.com. Посетен на 2024-01-12. (на английски)
26. 1 2 3  Love at First Sting Tour //  Live.   the-scorpions.com. Посетен на 2024-01-12. (на английски)
27. 1 2  Savage Amusement Tour //  Live.   the-scorpions.com. Посетен на 2024-01-12. (на английски)
28. 1 2  Crazy World Tour //  Live.   the-scorpions.com. Посетен на 2024-01-12. (на английски)
29. 1 2  Face the Heat Tour //  Live.   the-scorpions.com. Посетен на 2024-01-12. (на английски)
30. ↑  Erlewine, Stephen. AllMusic Review by Stephen Thomas Erlewine //  Album Overview.   allmusic.com. Посетен на 2024-01-15. (на английски)
31. 1 2  Acoustica Tour //  Live.   the-scorpions.com. Посетен на 2024-01-12. (на английски)
32. 1 2  Tour 2002 //  Live.   the-scorpions.com.  Архивиран от оригинала на 2013-10-23. Посетен на 2024-01-12. (на английски)
33. 1 2  Tour 2003 //  Live.   the-scorpions.com.  Архивиран от оригинала на 2009-03-31. Посетен на 2024-01-12. (на английски)
34. ↑  Popoff 2016, с. 204.
35. 1 2  Unbreakable Tour //  Live.   the-scorpions.com. Посетен на 2024-01-12. (на английски)
36. 1 2  Get Your Sting and Blackout World Tour //  Live.   the-scorpions.com. Посетен на 2024-01-12. (на английски)
37. 1 2  50th Anniversary World Tour //  Live.   the-scorpions.com. Посетен на 2024-01-12. (на английски)
38. 1 2  Rock Believer World Tour //  Live.   the-scorpions.com. Посетен на 2024-01-12. (на английски)
39. ↑  SCORPIONS Announce 2024 'Love At First Sting' Las Vegas Residency //  News.   blabbermouth.net, 2023-11-03. Посетен на 2024-01-22. (на английски)
40. ↑  Pure Instinct Tour //  Live.   the-scorpions.com. Посетен на 2024-01-12. (на английски)
41. ↑  Eye to Eye Tour //  Live.   the-scorpions.com. Посетен на 2024-01-12. (на английски)
42. ↑  Moment of Glory Tour //  Live.   the-scorpions.com. Посетен на 2024-01-12. (на английски)
43. ↑  Humanity Tour //  Live.   the-scorpions.com. Посетен на 2024-01-12. (на английски)
44. ↑  Love At First Sting Tour 2024 //  Live.   the-scorpions.com. Посетен на 2024-09-18. (на английски)